# Augustin Kraemer
 (avril 2019).
Si vous disposez d'ouvrages ou d'articles de référence ou si vous connaissez des sites web de qualité traitant du thème abordé ici, merci de compléter l'article en donnant les références utiles à sa vérifiabilité et en les liant à la section « Notes et références ».
Augustin Kraemer (ou Krämer), né le 27 août 1865 et mort le 11 novembre 1941, fut un chirurgien de marine de la Kaiserliche Marine. Ses voyages à travers le Pacifique le conduisirent à devenir naturaliste et ethnographe.
Il fut le premier directeur du Musée Linden (Stuttgart) de son ouverture (1911) à 1915.

## Expédition hambourgeoise des Mers du Sud
Commanditée par le musée d'ethnologie de Hambourg (de), l'Expédition hambourgeoise des mers du Sud constitue le grand voyage d'Augustin Kraemer. Il travaillera entre autres avec Paul Hambruch. L'expédition s'étend de 1908 à 1910 et parcourt tous les territoires de la Nouvelle-Guinée allemande.
À l'issue de l'expédition, Augustin Kraemer participe à la rédaction du bilan du voyage scientifique. Il se chargera entre autres des Palaos. Cette somme reste aujourd'hui encore la source principale de renseignements sur l'archipel et ses habitants au moment des contacts européens.